# 남평중학교
남평중학교(南平中學校)는 대한민국 전라남도 나주시 남평읍 동사리에 있는 공립 중학교이다.

## 학교 연혁
- 1966년 12월 2일 : 설립인가(6학급)
- 1967년 3월 3일 : 개교
- 1967년 3월 27일 : 초대 신성우 교장 취임
- 1999년 3월 1일 : 남평중학교다도분교장 설치
- 2025년 1월 8일 : 제56회 졸업 79명(총 졸업생수 12,803명)
- 2025년 3월 1일 : 제22대 안미라 교장 부임

## 참고 자료
- 남평중학교 - 한국교육학술정보원 학교알리미